# USS Mason (DD-191)
O USS Mason (DD-191) foi um contra-torpedeiro da Classe Clemson que serviu no início da Segunda Guerra Mundial a Marinha dos Estados Unidos.
Em 9 de outubro de 1940, foi transferido para a Marinha Real Britânica, aonde recebeu a designação HMS Broadwater (H-81).
O navio foi torpedeado e afundado pelo U-boot alemão U-101, em 18 de outubro de 1941 no Atlântico Norte, ao sul da Islândia, um dia após ter avariado o submarino U-432.